# 金英大
金英大（1937年12月12日—），朝鮮政治人物，擔任「實踐6·15共同宣言北南共同委員會北方委員會」的名誉共同委員長之一以及民族和解協會會長，曾任最高人民會議常任委員會副委員長、衛星黨朝鮮社會民主黨中央委員會委員長。
2002年，他曾代表北韓到漢城（現稱為首爾）出席由民間組成的民族统一大會。2007年3月，他又以國家代表的身份與國際原子能機構總幹事穆罕默德·埃爾巴拉迪會談。2017年8月28日，不再担任朝鮮社會民主黨中央委員會委員長职务。2019年8月29日的最高人民會議上，他被免去最高人民會議常任委員會副委員長，由朴容日取代。